# La Lechuga

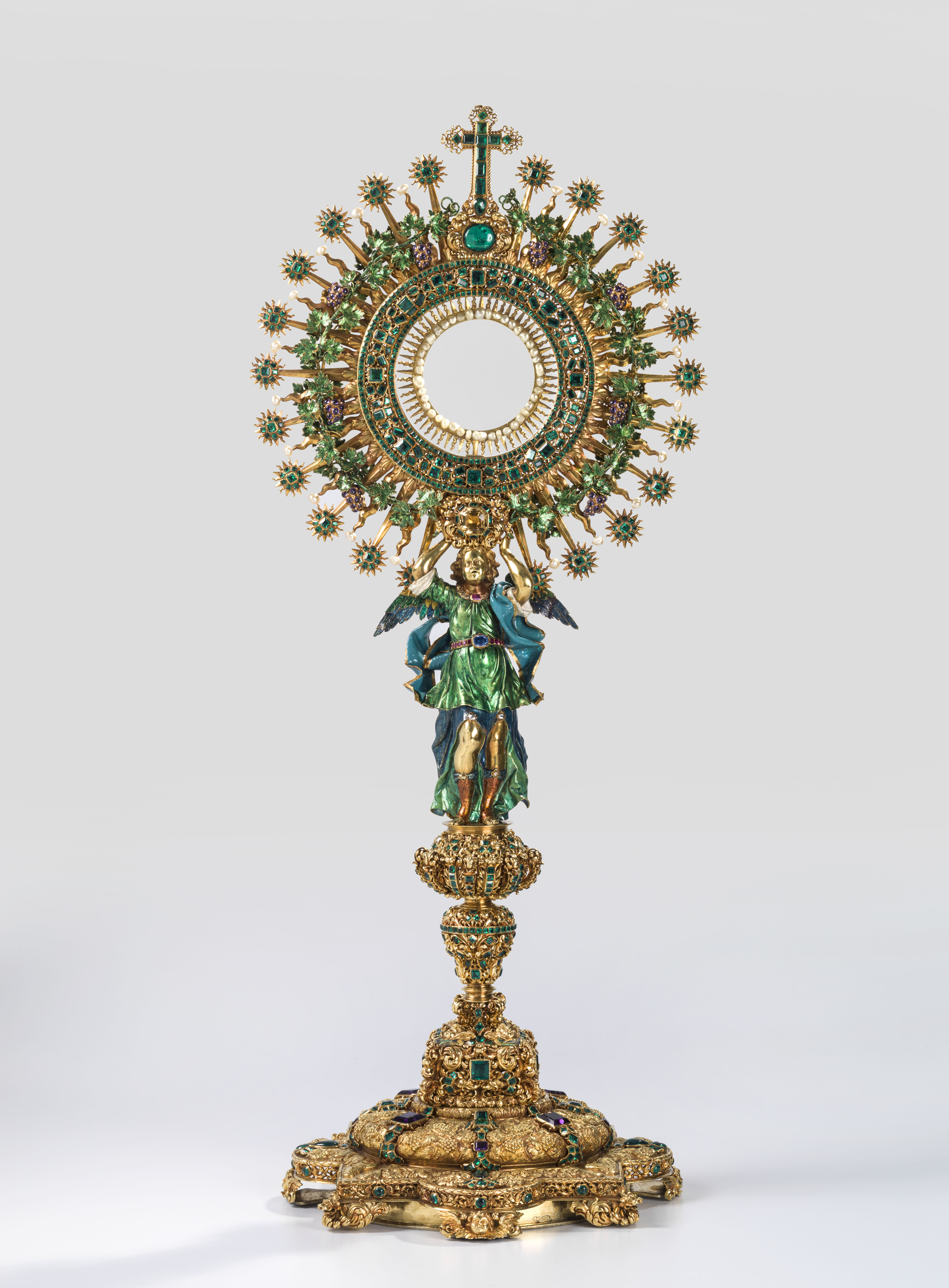
La Lechuga

La Lechuga (Deutsch: der Salat) ist eine Monstranz, die zwischen 1700 und 1707 von José de Galaz geschaffen wurde. Angefertigt wurde sie für die Kirche von San Ignacio in Bogotá, bezahlt jedoch von Jesuiten, die die Edelsteine vor der Spanischen Krone verstecken wollten. Momentan befindet sich die Monstranz im Besitz der Banco de la República. 

## Erschaffung
Es wird angenommen, dass La Lechuga von einer Gruppe Jesuiten in Auftrag gegeben wurde, um die Edelsteine vor der Spanischen Krone wegen des Königreichs von Granada zu verstecken. Sie beauftragten den Spanier José de Galaz, der mit Hilfe zweier weiterer Goldschmiede die Monstranz innerhalb von sieben Jahren zum Preis von 1.100 spanische Real (100.000 USD in heutiger Zeit) erschuf. Bei der Fertigstellung am 16. Juli 1707 schätzte de Galaz den Preis auf 20.000 spanische Real (2.000.000 USD).
Der Name La Lechuga, der zu Deutsch „der Salat“ bedeutet, stammt von der großen Anzahl an Smaragden, die der Monstranz eine grüne Färbung verleihen.

## Geschichte
Die Monstranz befand sich bis 1767 im Eigentum der Kirche von San Ignacio, bis König Karl III. von Spanien anordnete, alle spanischen Besitztümer zurück nach Spanien zu führen. Um zu verhindern, dass La Lechuga in den Besitz des spanischen Königreiches fiel, wurde sie von Jesuiten versteckt gehalten. Über die Zeit danach ist wenig bekannt. Sie blieb bis 1985 in Verborgenheit, als die kolumbianische Zentralbank Banco de la República sie für 3.500.000 USD erwarb. Heutzutage wird die Monstranz in der Colección de Arte del Banco de la Republica in Bogotá ausgestellt.

## Beschreibung
Die Figur ist 80 cm groß und wiegt insgesamt 8850,3 Gramm.
Wie eine typische Monstranz besteht auch La Lechuga aus einer mit einem Kreuz gekrönten Scheibe, die als Rahmen für die Hostie dient. Die Scheibe wird von einem Engel in die Höhe gehalten, der auf der Spitze des kunstvoll gearbeiteten Stammes steht.
Der Rahmen der Hostie ist eine äußerst aufwendig gearbeitete Kreisform, die mit von ihr ausgehenden Strahlen die Sonne repräsentiert. Die Hostie selbst wird von Perlen umrahmt, die wiederum von Zacken aus Gold und vier Reihen aus hauptsächlich viereckig-geschnittenen Smaragden. Eine dichte Girlande aus grün emaillierten Weinblättern und Weintrauben aus Amethysten schmücken 20 wellenförmige Strahlen, an deren Spitzen jeweils eine Perle sitzt. Zwischen ihnen enden 22 geradlinige Strahlen in einer aus Smaragden und Gold geformten Sonne. Über allem sitzt ein Kreuz aus Smaragden.
Getragen wird der Rahmen von einer, in der Funktion dem Atlas gleichenden Engelsfigur in einer Tunika aus himmelblauem und grünem Email und goldenen Caliga. Direkt über dessen Kopf befindet sich ein auf der Vorderseite ein von Smaragden und Gold umrahmter gelber Saphir, auf der Rückseite ein quadratisch geschnittener, hochqualitativer Amethyst.
Der Stamm, der als Haltegriff dient, ist in der Form einer Fontäne aus Gold gearbeitet. Die Flüsse der Fontäne bestehen aus Smaragde, die bis hinunter zum Amethyst besetzten, achtfüßigen Stand fließen. Der Standfuß selbst ist mit Weintrauben-Ranken und Tiergestalten geschmückt.

## Ausstellung
Die Monstranz wurde erstmals zwischen dem 3. März 2015 und dem 31. Mai 2015 im Museo del Prado in Madrid außerhalb Kolumbiens gezeigt.
Im Rahmen des französisch-kolumbianischen Jahres wurde La Lechuga zwischen dem 20. September 2017 und dem 15. Januar 2018 im Louvre in Paris neben einer Statue der heiligen Barbara von Pedro Laboria ausgestellt.

## Edelsteine
Die Monstranz selbst besteht aus knapp fünf Kilogramm 18-karätigem Gold aus Antioquia, Chocó und Cauca und insgesamt 1759 Edelsteinen bester Qualität.
- 1485 Smaragde aus Muzo, Kolumbien
- 168 Amethyste aus Indien
- 62 Barockperlen aus Curaçao
- 28 Diamante aus Südafrika
- 13 Rubine aus Sri Lanka
- 1 gelber Saphir aus Thailand